# Mesorbitolina
Mesorbitolina es un género de foraminífero bentónico de la subfamilia Orbitolininae, de la familia Orbitolinidae, de la superfamilia Orbitolinoidea, del suborden Orbitolinina y del orden Loftusiida. Su especie tipo es Orbitulites texanus. Su rango cronoestratigráfico abarca desde el Albiense (Cretácico inferior) hasta el Cenomaniense inferior (Cretácico superior).

## Discusión
Clasificaciones previas incluían Mesorbitolina en el suborden Textulariina del orden Textulariida o en el orden Lituolida.

## Clasificación
Mesorbitolina incluye a las siguientes especies:
- Mesorbitolina aperta †
- Mesorbitolina aspera †
- Mesorbitolina cotyliformis †
- Mesorbitolina erratica †
- Mesorbitolina gigantea †
- Mesorbitolina imparilis †
- Mesorbitolina irregularis †
- Mesorbitolina langshanensis †
- Mesorbitolina libanica †
- Mesorbitolina maryoensis †
- Mesorbitolina minuta †
- Mesorbitolina ovalis †
- Mesorbitolina parva †
- Mesorbitolina pengboensis †
- Mesorbitolina pervia †
- Mesorbitolina regularis †
- Mesorbitolina texanus †
- Mesorbitolina xainzaensis †